# Velika Kladuša
Velika Kladuša er en by i det nordvestlige Bosnien-Hercegovina, med et indbyggertal (pr. 2007) på ca. 46.000. Byen ligger i kantonen Una-Sana, på grænsen til nabolandet Kroatien.
- Wikimedia Commons har flere filer relateret til Velika Kladuša

1. ↑  www.statistika.ba (fra Wikidata).